# John Nicholson (pilot de cotxes)
 John Nicholson  (Auckland, 6 d'octubre de 1941 - ?, 20 de setembre de 2017) va ser un pilot de curses automobilístiques neozelandès que va arribar a disputar curses de Fórmula 1.

## Carrera
John Nicholson va debutar a la desena cursa de la temporada 1974 (la 25a temporada de la història) del campionat del món de la Fórmula 1, disputant el 20 de juliol del 1974 el GP de Gran Bretanya al circuit de Brands Hatch.
Va participar en un total de dues curses, disputades en dues temporades consecutives (1974 i 1975), aconseguint finalitzar en dissetena posició com a millor classificació en una cursa i no assolí cap punt pel campionat del món de pilots.
Va ser l'únic pilot en córrer amb un monoplaça de l'escuderia Lyncar.

## Resultats a la Fórmula 1
| Any  | Equip              | Xassís | Motor    | 1   | 2   | 3   | 4   | 5   | 6   | 7   | 8   | 9   | 10      | 11  | 12  | 13  | 14  | 15  | Posició | Punts |
| ---- | ------------------ | ------ | -------- | --- | --- | --- | --- | --- | --- | --- | --- | --- | ------- | --- | --- | --- | --- | --- | ------- | ----- |
| 1974 | Pinch (Plant) Ltd. | Lyncar | Cosworth | ARG | BRA | SUD | ESP | BEL | MON | SUE | HOL | FRA | GBR NVQ | ALE | AUT | ITA | CAN | USA | -       | 0     |
| 1975 | Pinch (Plant) Ltd. | Lyncar | Cosworth | ARG | BRA | SUD | ESP | MON | BEL | SUE | HOL | FRA | GBR 17  | ALE | AUT | ITA | USA |     | -       | 0     |

### Resum
| Curses: | Victòries: | Pòdiums: | Poles: | Voltes ràpides: | Punts: |
| ------- | ---------- | -------- | ------ | --------------- | ------ |
| 2       | 0          | 0        | 0      | 0               | 0      |